# Área micropolitana de East Stroudsburg
El área micropolitana de East Stroudsburg,  y oficialmente como Área Estadística Micropolitana de East Stroudsburg, PA µSA  por la Oficina de Administración y Presupuesto, es un Área Estadística Micropolitana centrada en la ciudad de East Stroudsburg en el estado estadounidense de Pensilvania. El área micropolitana tenía una población en el Censo de 2010 de 169.842 habitantes, convirtiéndola en la 7.º área metropolitana más poblada de los Estados Unidos. El área micropolitana de East Stroudsburg comprende el condado de Monroe, siendo East Stroudsburg la ciudad más poblada.

## Composición del área micropolitana

### Boroughs
Delaware Water Gap |
East Stroudsburg |
Mount Pocono |
Stroudsburg 

### Municipios
Barrett |
Chestnuthill |
Coolbaugh |
Eldred |
Hamilton |
Jackson |
Middle Smithfield |
Paradise |
Pocono |
Polk |
Price |
Ross |
Smithfield |
Stroud |
Tobyhanna |
Tunkhannock 

### Lugares designados por el censo
Arlington Heights |
Brodheadsville |
Effort |
Emerald Lakes |
Mountainhome |
Pocono Pines 